# Red ljudske armade
Red ljudske armade (srbohrvaško Orden narodne armije) je bilo visoko vojaško odlikovanje SFRJ, ki je bilo podeljeno za izredne zasluge v izgradnji in ojačitvi oboroženih sil SFRJ ali za izjemne uspehe v vodenju vojaških formacij med izgradnjo in usposabljanjem za obrambo neodvisnosti SFRJ.
Red je bil ustanovljen 29. decembra leta 1951, prvi se je podelil 13. maja 1952. 
Delil se je na tri stopnje:
- Red ljudske armade z lovorjevim vencem (do leta 1961 red ljudske armade I. stopnje), ki je bil po rangu na 13. mestu,
- Red ljudske armade z zlato zvezdo (do leta 1961 red ljudske armade II. stopnje), ki je bil po rangu na 22. mestu in
- Red ljudske armade s srebrno zvezdo (do leta 1961 red ljudske armade III. stopnje), ki je bil po rangu na 31. mestu med Jugoslovanskih odlikovanji.

Podeljeno je bilo:
- 536 kosov reda ljudske armade z lovorjevim vencem (I. stopnje)
- 9.137 kosov reda ljudske armade z zlato zvezdo (II. stopnje)
- 45.384 kosov reda ljudske armade s srebrno zvezdo (III. stopnje)

- Red ljudske armade s srebrno zvezdo